# Gerhard Preiß
Gerhard Preiß (* 15. September 1935 in Waldshut; † 26. März 2017 in Freiburg im Breisgau) war ein deutscher Mathematikdidaktiker und Professor an der Pädagogischen Hochschule Freiburg.

## Werdegang
Von 1955 bis 1962 studierte Gerhard Preiß an der Universität Freiburg Mathematik und Physik. Sein Studium unterbrach er 1958 nach dem Vordiplom, um für ein Jahr am Gymnasium der Schweizerischen Alpinen Mittelschule in Davos Mathematik zu unterrichten. Währenddessen reifte sein Entschluss, ausgebildeter Lehrer zu werden, weshalb er 1962 an die Universität Freiburg zurückkehrte und dort 1962 das erste Staatsexamen für das Lehramt an Gymnasien in den Fächern Mathematik und Physik erwarb. 1963 kehrte er nach Davos zurück, um hier erneut für vier Jahre am Gymnasium zu unterrichten. Anschließend absolvierte er am Kepler-Gymnasium in Freiburg sein Referendariat und arbeitete dort von 1968 bis 1972 als Lehrer. Am Deutschen Institut für Fernstudien (DIFF) der Universität Tübingen war er von 1967 bis 1976 in der Abteilung Mathematik als wissenschaftlicher Mitarbeiter tätig. Im Wintersemester 1976 wurde er dann als Professor für Mathematik und ihre Didaktik an die Pädagogische Hochschule Freiburg berufen, wo er von 1982 bis 1984 Prorektor und von 1989 bis zu seiner Pensionierung im Sommersemester 2000 Leiter des „Instituts für Weiterbildung“ war.
Gerhard Preiß war mit Ursula Haberstock verheiratet und hatte drei Kinder.

## Werk
„Seid freundlich zu den Zahlen, dann sind die Zahlen auch freundlich zu euch.“ Getreu diesem Leitmotiv entwickelte Gerhard Preiß das didaktische Konzept „Entdeckungen im Zahlenland“. In diesem sollen Kinder im Vorschulalter in einer spielerischen Welt, den Zahlenländern, ganzheitlich und erlebnisorientiert an die Zahlen herangeführt werden. Dem Mathematikdidaktiker war es ein großes Anliegen, Kindern und im weitesten Sinne auch pädagogischen Fachkräften die Angst vor der Mathematik zu nehmen. Innerhalb seiner langjährigen Auseinandersetzung mit Lernprozessen und innerhalb der Mathematik und der Entwicklung didaktischer Konzepte stieß er Mitte der 1990er-Jahre auf die Hirnforschung. Diese bildet seitdem das Fundament seiner Konzepte. Er geht davon aus, dass bei der Betrachtung von Lernprozessen – insbesondere in der frühkindlichen mathematischen Bildung – die Entwicklung des Gehirns nicht außer Acht gelassen werden kann. Infolgedessen führte er 1993 den Begriff der Neurodidaktik ein. Dieser impliziert, dass ein Lernen mit allen Sinnen zu mehr neuronalen Vernetzungen führt und letztendlich zu einem besseren Lernerfolg führt. Der Begriff der Neurodidaktik wird in der Zwischenzeit kontrovers diskutiert.
Um seine Idee zu verbreiten, gründete er 2004 mit seiner Tochter Gabi Preiß den Fachverlag und Weiterbildungsanbieter „Zahlenland Prof. Preiß“. In den folgenden Jahren entwickelte er eine Reihe von weiteren didaktischen Materialien. 2006 beispielsweise das Projekt „Entdeckungen im Entenland“ für Kinder ab 2,5 Jahren, 2010 das „Zahlenland in der Grundschule“ und die „Entdeckungen im Zahlenwald“ sowie 2012 die „Zauberhafte Geometrie“. Im Jahr 2003 arbeitete Gerhard Preiß auf der Grundlage der „Entdeckungen im Zahlenland“ zudem ein mathematisches Lehrwerk für die südkoreanische Firma DAEKYO aus.

## Schriften (Auswahl)
- Albrecht Abele/Gerhard Preiß: Lehrplanrevision in Baden-Württemberg. Der neue Lehrplan für den Mathematikunterricht in der Grundschule. In: Zentralblatt für Didaktik der Mathematik. Jg. 15, H. 5, 1983, S. 251–261.
- Gerhard Preiß/Udo Schweizer/Deutsches Institut für Fernstudien (Tübingen): Aufgaben zum Sachrechnen für Lehrer an Berufsschulen. BS 6. Aufgaben für die Berufsfelder des gewerblich-technischen Bereichs. Weinheim u. a.: Beltz, 1989.
- Gerhard Preiß: Ein System zur Simulation natürlicher Neuronennetze mit Beiträgen zum Aufbau einer Neurodidaktik. In: Zentralblatt für Didaktik der Mathematik, Jg. 24, H. 3, 1992, S. 95–115.
- Gerhard Preiß: Neurodidaktik. Ein notwendiger Beitrag zur Didaktik des Jahres 2000. Kurzfassung eines Vortrags am 12.10.1992 in Trossingen zur Hauptschulwoche Baden-Württemberg „Hauptschule schafft Zukunft“. In: Lehren & lernen, Jg. 19, H. 6, 1993, S. 40–45.
- Gerhard Preiß: Historische Entwicklung der Arithmetik und ihrer Methodik. In: Grundschule, Jg. 27. 5, 1995, S. 26–28.
- Gerhard Preiß (Hrsg.): Neurodidaktik. Theoretische und praktische Beiträge. Schriftenreihe der Pädagogischen Hochschule Freiburg 10. Pfaffenweiler: Centaurus-Verl.-Ges., 1996, ISBN 3-8255-0124-8
- Gerhard Preiß: Beiträge einer Neurodidaktik zum Mathematikunterricht an Sonderschulen. In: Gerhard Eberle/Reimer Kornmann (Hrsg.): Lernschwierigkeiten und Vermittlungsprobleme im Mathematikunterricht an Grund- und Sonderschulen. Weinheim, Deutscher Studienverlag, 1996, S. 39–63.
- Friedrich, Gerhard/Preiß, Gerhard: Neurodidaktik. Bausteine für eine Brückenbildung zwischen Hirnforschung und Didaktik. In: Pädagogische Rundschau, Jg. 57, H. 2, 2003, S. 181–199.
- Gerhard Preiß (Text)/Birgit Antoni (Illustrationen): Ritter Kunibert im Land der Zahlen. Ravensburg: Ravensburger Buchverlag, 2006, ISBN 978-3-473-32484-2
- Gerhard Preiß: Leitfaden Entenland 1. Verlaufspläne für die Lernfelder 1 bis 3 der „Entdeckungen im Entenland“., Zahlenland Preiß, Kirchzarten 2007, ISBN 978-3-9811261-6-7
- Gerhard Preiß: Leitfaden Entenland 2. Verlaufspläne für die Lernfelder 4 bis 6 der „Entdeckungen im Entenland“., Zahlenland Preiß, Kirchzarten 2007, ISBN 978-3-9811261-7-4
- Gerhard Preiß: Leitfaden Zahlenland 1. Verlaufspläne für die Lerneinheiten 1 bis 10 der „Entdeckungen im Zahlenland“., Zahlenland Preiß, Kirchzarten 2. Auflage 2005, ISBN 978-3-9809690-2-4
- Gerhard Preiß: Leitfaden Zahlenland 2. Verlaufspläne für die Lerneinheiten 11 bis 22 der „Entdeckungen im Zahlenland“., Zahlenland Preiß, Kirchzarten 2005, ISBN 978-3-941063-10-5